# Kalkmolen
De Kalkmolen is een poldermolen in Hoogmade, die tot 2007 in Leiderdorp heeft gestaan, tussen de A4 en het industrieterrein. De molen dateert uit 1685 en is gebouwd ten behoeve van de bemaling van de Kalkpolder. De molen is sinds de buitengebruikstelling in 1972 in het bezit van de Rijnlandse Molenstichting. Door de verslechterde molenbiotoop is in 2006 besloten de Kalkmolen te verplaatsen naar een locatie bij Hoogmade, waar hij als ondermolen voor de Doesmolen zal worden ingezet, zodat beide molens samen kunnen malen nu door peilverlaging de Doesmolen onvoldoende water heeft.
De Kalkmolen is van 2007 tot 2009 opgeslagen geweest op het terrein van molenmakerij Verbij in Hoogmade. Op 15 december 2009 is hij naar de huidige locatie in de Doespolder verplaatst, waar hij opnieuw maalvaardig is gemaakt. De oorspronkelijk groengeschilderde molen is na de verplaatsing rood geschilderd, waardoor hij beter past bij de Doesmolen. Opvallend is het scheprad dat enkele meters naast de molen is geplaatst en de trapleuning die links is gemonteerd. Alle andere wipmolens in Nederland hebben de trapleuning aan de rechterzijde (vanaf het kruirad gezien).
De waterlopen bij de molens zijn zo aangelegd dat beide molens als tweegang kunnen uitmalen, maar ook het water in een gesloten circuit kunnen rondpompen.

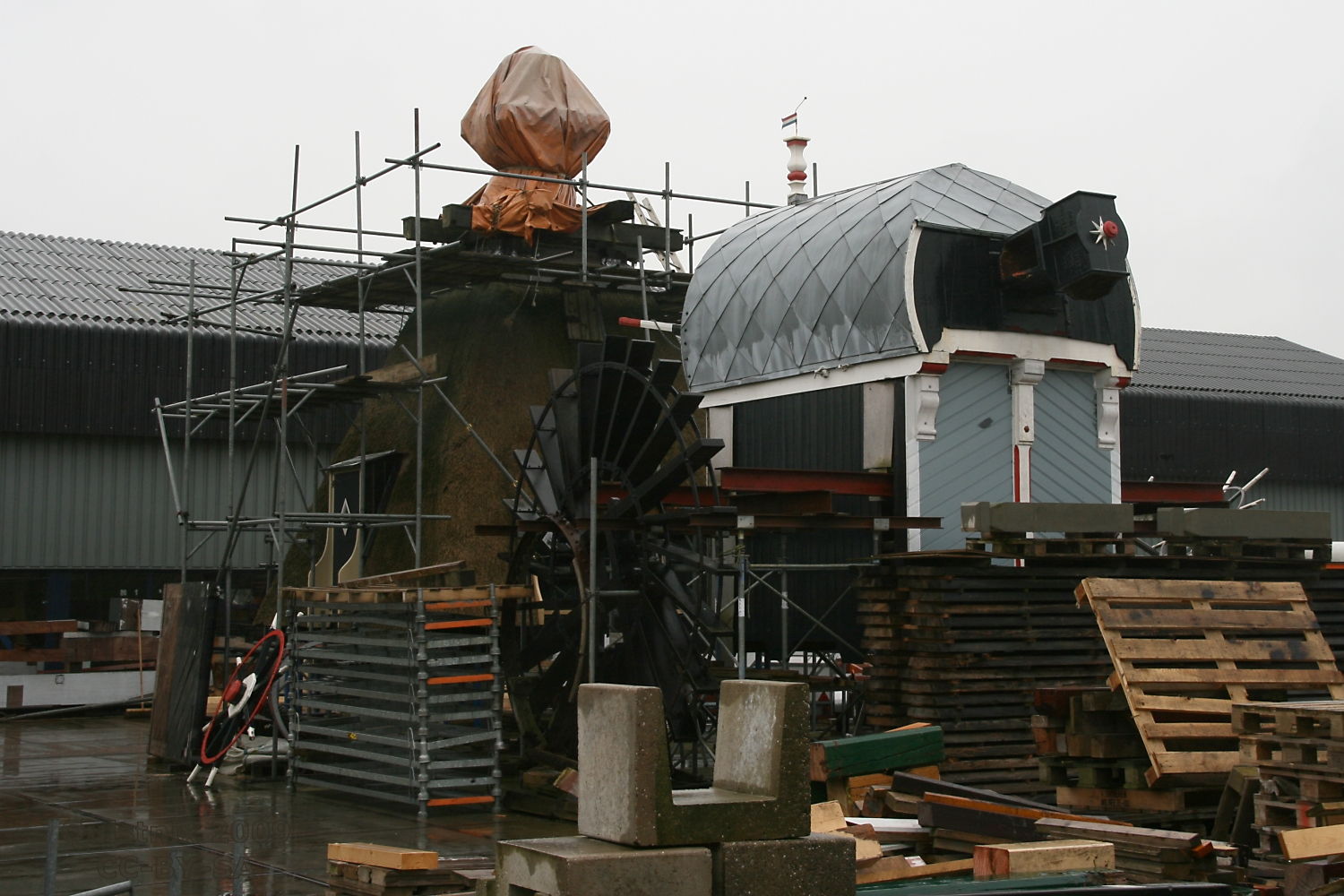
De Kalkmolen, wachtend op betere tijden (mrt 2009)
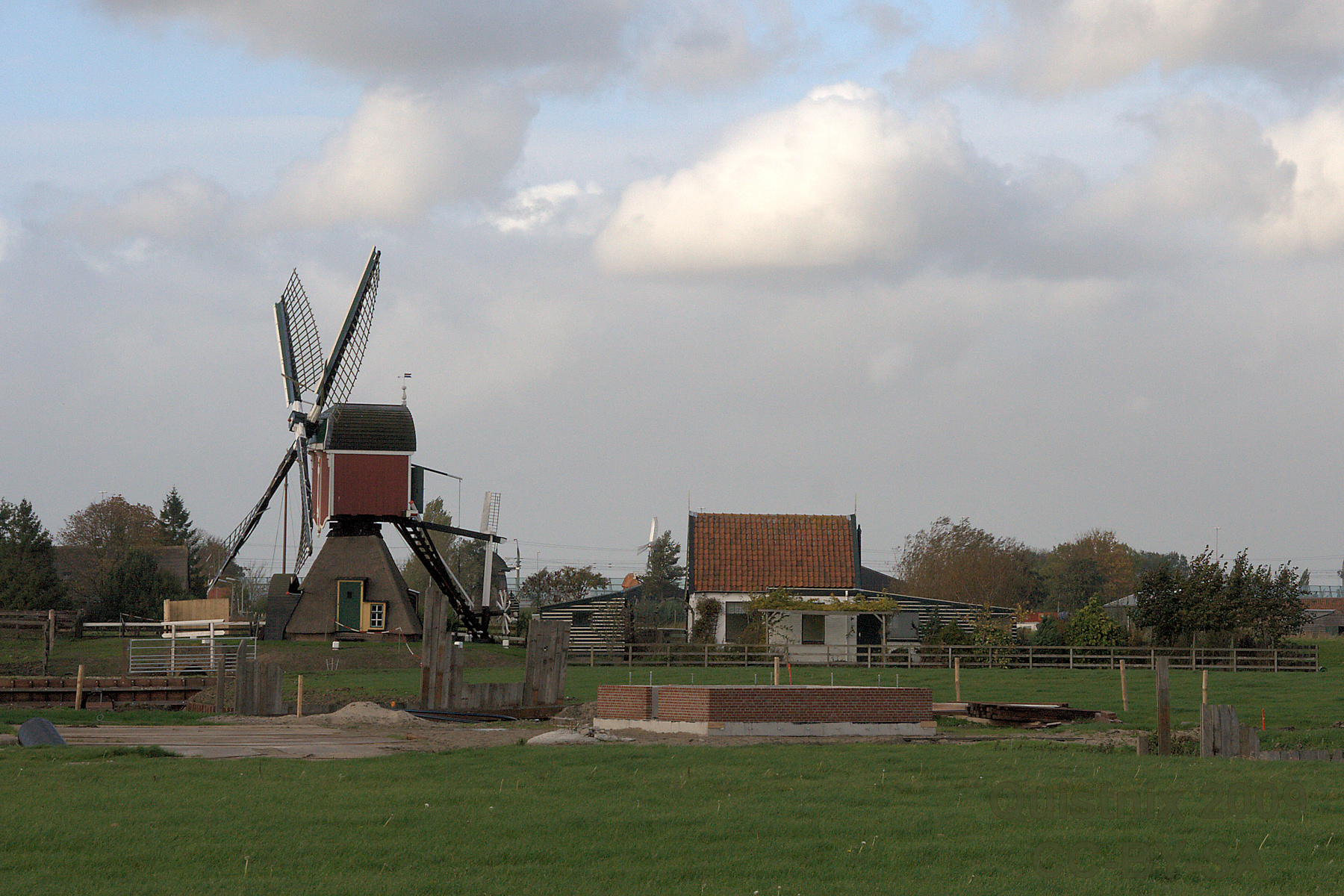
De Doesmolen met op de voorgrond de veldmuren voor de voormalige Kalkmolen